# Zygomyia tapuiai
Zygomyia tapuiai är en tvåvingeart som beskrevs av Lane 1951. Zygomyia tapuiai ingår i släktet Zygomyia och familjen svampmyggor. Inga underarter finns listade i Catalogue of Life.